# Самро (приток Долгой)
Самро (Самра, Чудка) — река в России, протекает по Сланцевскому району Ленинградской области. Берёт начало из озера Самро, впадает в Долгую с правого берега в 24 км от её устья. Несколько последних километров течения река является границей между Сланцевским (левый берег) и Кингисеппским районами.
На реке находятся деревни Поречье и Овсище. Длина реки составляет 22 км, площадь водосборного бассейна — 207 км².
Впервые упоминается в писцовой книге 1497/98 года, как река Сумра.

## Данные водного реестра
По данным государственного водного реестра России относится к Балтийскому бассейновому округу, водохозяйственный участок реки — Луга от в/п Толмачево до устья. Относится к речному бассейну реки Нарва (российская часть бассейна).
Код объекта в государственном водном реестре — 01030000612102000026480.